# Charles de Lalaing (1856–1919)

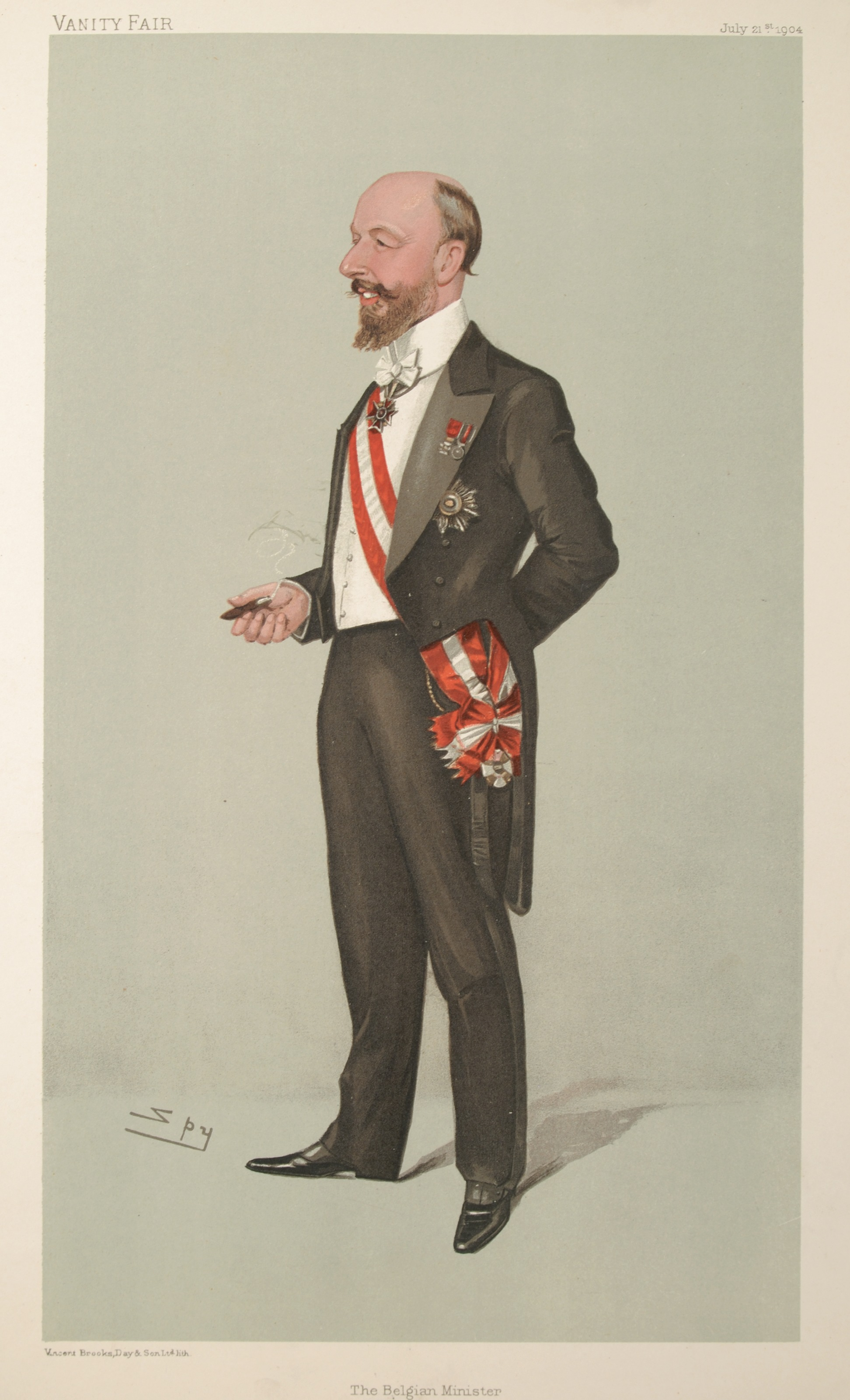
de Lalaing (aus Vanity Fair, 1904)

Comte (Graf) Charles Maximilien Jacques VI. de Lalaing, KC (* 4. März 1856 in London; † 1919) war ein belgischer Jurist und Diplomat.

## Leben und Wirken
Charles VI. stammte aus dem flämischen Adelsgeschlecht de Lalaing-Mouillerie. Er war ein Sohn des belgischen Diplomaten Maximilien V. de Lalaing (1811–1881) und seiner Gattin Julia Maria (⚭ 17. April 1855), geborene Vibart. Sein jüngerer Bruder war der Maler Jacques de Lalaing (1858–1917). Am 12. April 1888 heiratete de Lalaing in Den Haag Christine-Louise, Baroness du Tour van Bellinchave (* 9. Januar 1866). Aus der Ehe ging unter anderem der Sohn Jacques Maximilien Paul Emmanuel de Lalaing (* 1889) hervor, der wie der Vater Diplomat wurde.
Nach einer Ausbildung zum Rechtsanwalt trat Lalaing 1879 in den belgischen diplomatischen Dienst ein. Seine frühe Laufbahn führte ihn 1881 als 2. Sekretär an die belgische Gesandtschaft in Wien, 1883 an die Gesandtschaft in Bukarest, 1886 als 1. Sekretär an die belgische Gesandtschaft in Berlin und 1887 nach Den Haag. 1889 wurde Lalaing als Botschaftsrat nach London versetzt. 
Von 1893 bis 1896 wurde er als Ministerresident in Rio de Janeiro, von 1896 bis 1899 in Bukarest und von 1899 bis 1903 in Bern eingesetzt. 1903 wurde Lalaing, der seit 1884 den Rang eines Attache au Cabinet du Roi innehatte, schließlich zum belgischen Gesandten am Hof von St. James in London ernannt. 1914 beteiligte Lalaing sich an der Gründung der Commission for Relief in Belgium, einer amerikanischen Hilfsorganisation, die unter der Leitung des späteren US-Präsidenten Herbert Hoover die Verteilung von Lebensmitteln im deutschbesetzten Belgien organisierte. Edmund Dene Morel charakterisiert Lalaing für den Ersten Weltkrieg als „einen Gesellschaftsdiplomaten, der einen außerordentlichen Mangel an Verständnis“ für die britische Kriegsführung in Belgien an den Tag gelegt habe.